# أفري جون
أفري جون (بالإنجليزية: Avery John)‏ (مواليد 18 يونيو 1975) هو لاعب كرة قدم. يلعب مع منتخب ترينيداد وتوباغو لكرة القدم. سبق له أن لعب في كأس العالم لكرة القدم مع منتخب بلاده.

## روابط خارجية
- أفري جون على موقع الاتحاد الدولي (مؤرشف)  (الإنجليزية)
- أفري جون على موقع الدوري الأمريكي (الإنجليزية)
- أفري جون على موقع قاعدة بيانات كرة القدم.إي يو (الإنجليزية)
- أفري جون على موقع ناشيونال فوتبول تيمز (الإنجليزية)